# Palazzo Vettori
Palazzo Vettori è un palazzo di Firenze che si trova in Via Cavour 26. Si tratta di un edificio posto d'angolo su via degli Alfani, a guardare il Canto e il Palazzo di Bernardetto de' Medici (Via Cavour 31), nel Quartiere di San Giovanni. La fabbrica del palazzo si definisce su commissione della famiglia Guidotti grazie all'unificazione di tre case poste su via Larga (l'attuale via Cavour) e due ubicate lungo via del Ciliegio (attuale via degli Alfani), fra le quali una appartenente, già ai primi del Quattrocento, agli stessi Guidotti, caratterizzata da una facciata arricchita da graffiti realizzati da Andrea Feltrini. 

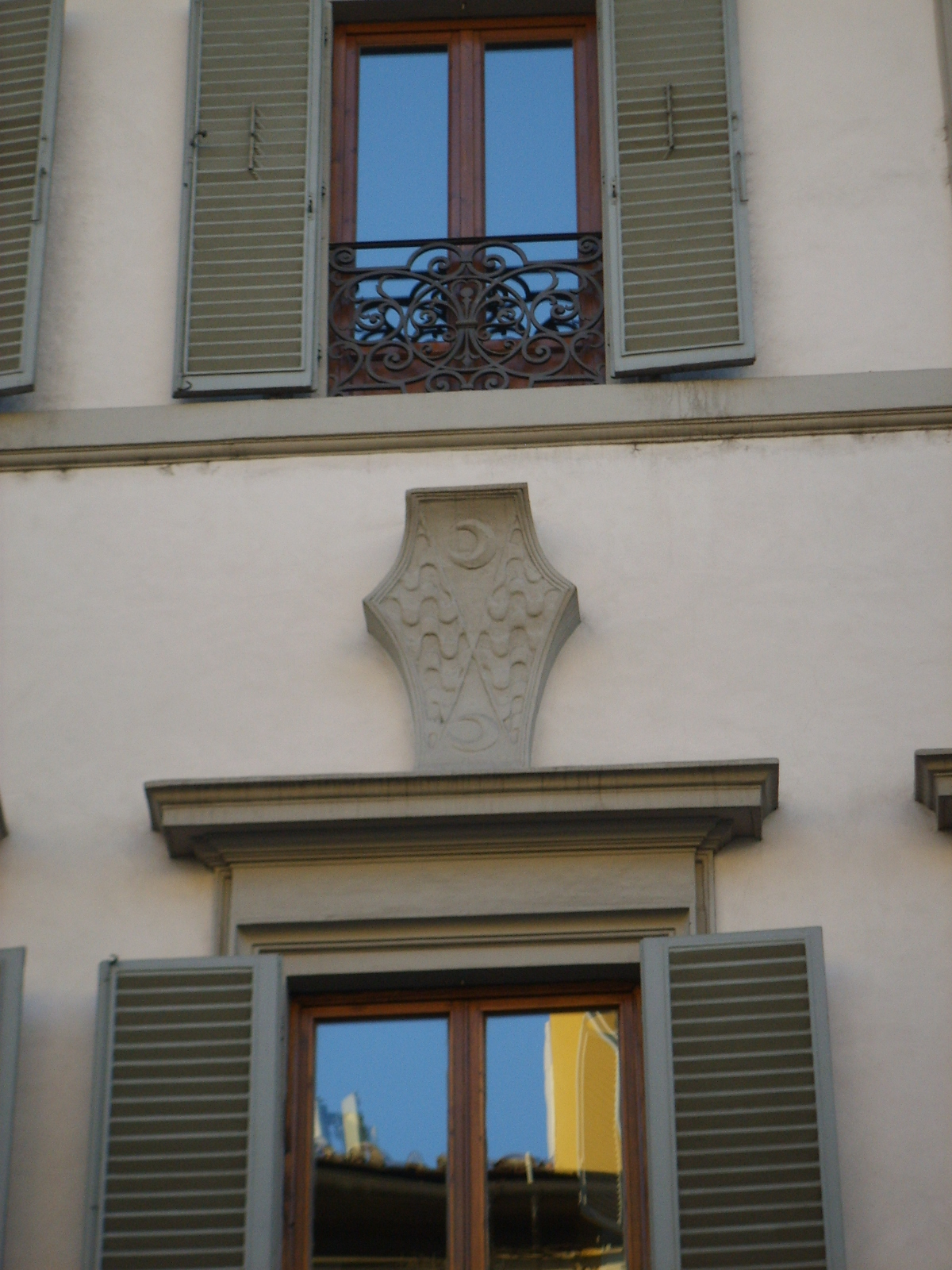
Lo stemma sulla facciata

Pervenuto a Giovan Francesco da Tolentino, Palazzo Vettori viene acquistato da un ramo della famiglia Medici nel 1478 e, secondo Guido Carocci, «l'intero palazzo fu rifatto dai conti Zeffirini di Cortona». Il piano terreno è coperto da bugnato, mentre ai piani superiori si allineano due serie di finestre incorniciate. All'esterno presenta due portali sormontati da balconi, mentre ai piani superiori si allineano due serie di finestre incorniciate.
Dal 1º gennaio 2016 Palazzo Vettori è sede della Kent State University. Tale istituzione dirige corsi di studio all'estero presso il palazzo e ospita studenti della Webster University e della Dankook University.